# Areál Výzkumného ústavu cukrovarnického Střešovice
Areál vybudovaný v letech 1920–1922 zaujímá jeden samostatný blok na pražské Ořechovce ve svažitém terénu. Sestává ze 7 budov, z čehož jsou čtyři původní a tři novodobé. Areál navrhl architekt Josef Záruba-Pfeffermann, jehož firma stavěla mimo jiné elektrárnu v Prostějově a Státní výzkumný ústav zemědělský v Praze. Architekt Josef Záruba-Pfeffermann byl známou veřejnou osobností, podílel se na politickém životě v letech 1910–1914 jako člen výkonného výboru Masarykovy realistické strany, byl též účastníkem 1. odboje a známým politickým publicistou.

## Popis stavby

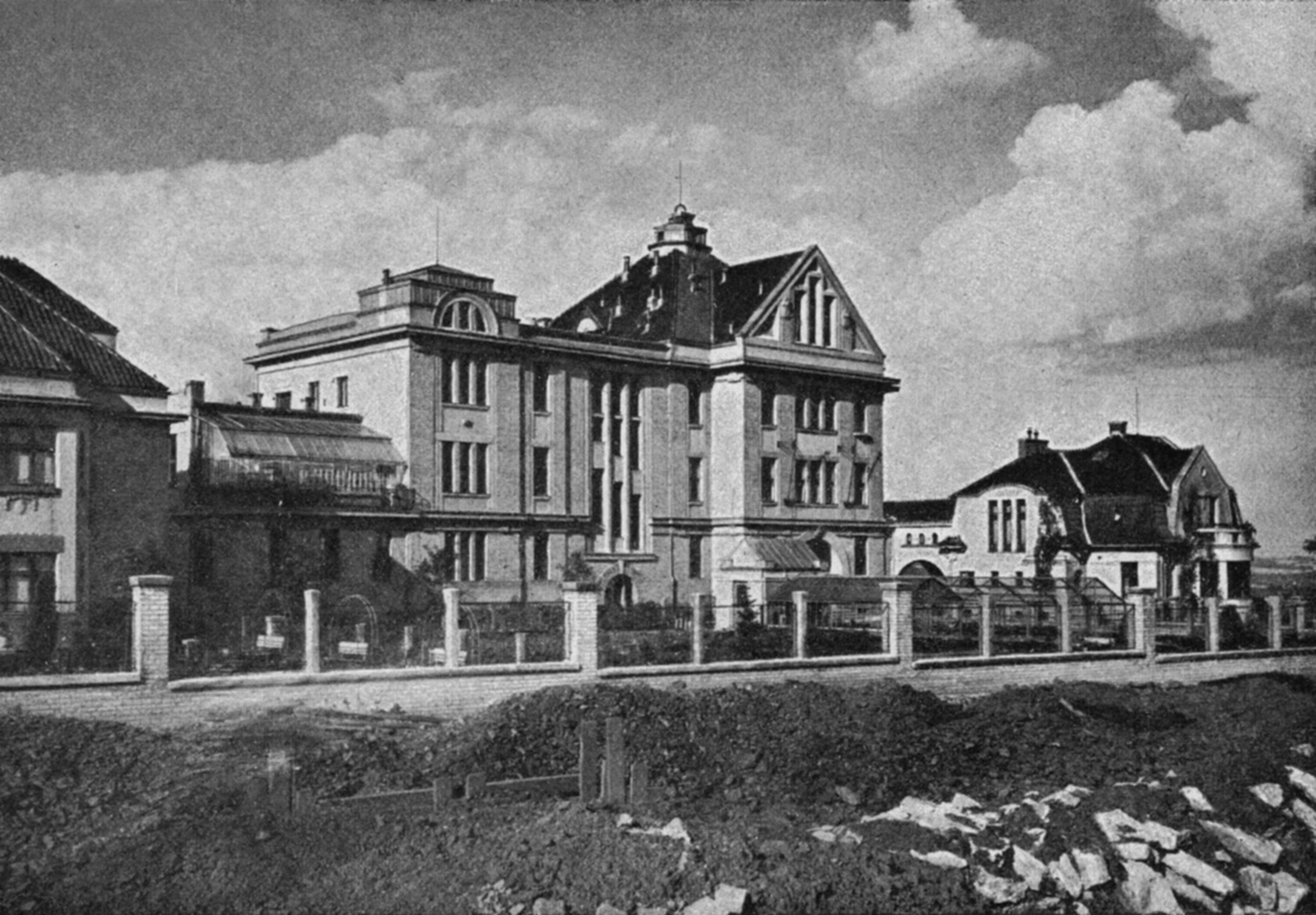
Budova pro Spolek cukrovarnický (1925)

Hlavní objekt, vlastní výzkumný ústav, je třípodlažní s rozsáhlým podkrovím, na obdélném půdorysu. V pravé části objektu ve 2. NP byl obnoven reprezentativní prostor knihovny s vestavěnými skříněmi, štukovým stropem a restaurovanými dobovými detaily (dřevěné obložení, mosazné prvky kování aj.). Obnoveno bylo rovněž předsálí s mozaikou dlažby a dřevěným dekorativním zábradlím schodiště, vedoucím do spojovací chodby s domem správce. Zajímavý je také hlavní vestibul budovy s trojramenným schodištěm a zábradlím s organicky zaobleným kamenným madlem. Dochován a obnoven do původní podoby byl i vstupní vestibul s kazetovým štukovým stropem, jehož pastelová, žlutozelená barevnost připomíná původní funkci budovy jako cukrovarnického ústavu. Loubím s krytou přístupovou chodbou je v úrovni mezipatra propojen s vilovým objektem, původně vilou ředitele ústavu. Ten je dvoupodlažní na nepravidelném půdorysu, s mansardovou střechou. Další dva objekty jsou podobné, jen různě velké. Větší vila byla budova úředníků, menší objekt měl vlastní výzkumné prostory a laboratoře, ubytovací prostory pro zaměstnance a nákladné reprezentační prostory. Součástí areálu byly také dvě zahrady a dvě dřevěné zahradní besídky.
Celý komplex je v půvabné kombinaci historizujícího stylu s originálními prvky geometrické secese či architektonické moderny. V interiérech se uplatňují motivy dobového národního stylu včetně rondokubistických detailů. Pozoruhodné je též perfektně dochované původní oplocení.

## Po druhé světové válce
V roce 1950 vzniká Ústřední ústav fyzikální (ÚÚF) reorganizací Fyzikálního výzkumu Škodových závodů pod vedením J. Bačkovského. Byl podřízen tzv. Ústředí vědeckého výzkumu. Tento výzkumný ústav získal budovy areálu. Postupně docházelo ke změnám názvu, od roku 1990 nese název Fyzikální ústav Akademie věd České republiky.
V roce 2010 byl areál navržen za kulturní památku.